# Fürstentum Serbien
Das Fürstentum Serbien (serbisch Кнежевина Србија Kneževina Srbija) war ein Gebiet auf dem Balkan, das zum Osmanischen Reich gehörte. Zwischen 1804 und 1815 war diesem Landesteil als Ergebnis des ersten und des zweiten serbischen Aufstandes gegen die türkische Herrschaft von dem Osmanischen Reich eine begrenzte Autonomie unter einem Fürsten zugestanden worden.

## Geschichte

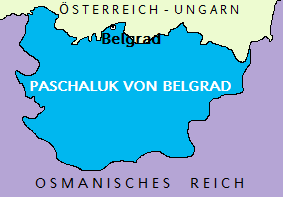
Der Belgrader Paschaluk

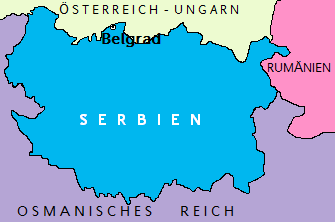
Fürstentum Serbien (1833–1878)

Im Ergebnis des Zweiten Serbischen Aufstands erkannte zunächst der osmanische Wesir in Belgrad, Marašli Ali Paša, den späteren Fürsten Miloš Obrenović als obersten Knez an, der in einer Volksversammlung am 6. November 1817 zum erblichen Fürsten gewählt wurde. Mit einer Urkunde vom August 1830 erkannte Sultan Mahmud II. Obrenović als Fürst der Serben an und mit einer weiteren Urkunde vom November 1833 wurden die Autonomierechte des Fürstentums präzisiert. Miloš Obrenović war damit der erste anerkannte Monarch des Fürstentums Serbien. Somit war das Fürstentum de facto unabhängig.
Anfangs war das Territorium des Fürstentums relativ klein, das Gebiet beschränkte sich auf das Paschaluk Belgrad. In den Jahren 1831–1833 wurde es im Osten, Süden und Westen erweitert.
Mit dem Berliner Kongress 1878 erlangte das Fürstentum seine volle Unabhängigkeit, indem es international anerkannt wurde. Am 6. März 1882 wurde es in das Königreich Serbien umgewandelt.

## Symbole

Flagge entsprechend der Verfassung des Fürstentums Serbien (genannt Sretenjski ustav) aus dem Jahr 1835.

Das Fürstentum Serbien führte das Wappen des mittelalterlichen Serbischen Reiches.
Es bestand aus einem französischen Schild mit einem gemeinen silbernen Kreuz im roten Feld  und mit je einem Feuerstahl in den durch die Balken des Kreuzes gebildeten vier Eckfeldern. Der Schild war von einem Lorbeer- und Eichenkranze umgeben, mit einem hermelinverbrämten Purpurmantel bedeckt und mit einer geschlossenen Fürstenkrone mit Reichsapfel und Kreuz gekrönt.
Das silberne  Kreuz im roten Feld  mit je einem  Feuerstahl in den vier Eckfeldern wird auch als Serbisches Kreuz bezeichnet.

## Monarchen
Das Fürstentum wurde außer zwischen 1842 und 1858 vom Haus Obrenović regiert. Die Regenten waren:
- Miloš Obrenović (1815–1839) erste Regierungszeit
- Milan Obrenović II. (1839) regierte nur 26 Tage und starb danach
- Mihailo Obrenović (1839–1842) erste Regierungszeit
- Aleksandar Karađorđević (1842–1858)
- Miloš Obrenović (1858–1860) zweite Regierungszeit
- Mihailo Obrenović (1860–1868) zweite Regierungszeit
- Milan IV. Obrenović (1868–1882)